# Dohm-Lammersdorf
Dohm-Lammersdorf är en kommun i Landkreis Vulkaneifel i förbundslandet Rheinland-Pfalz i Tyskland. I kommunen finns orterna Dohm och Lammersdorf.
Kommunen ingår i kommunalförbundet Verbandsgemeinde Gerolstein tillsammans med ytterligare 37 kommuner.